# HMS Formidable (1898)
La HMS Formidable, quarta nave da guerra britannica a portare questo nome, è stata una nave da battaglia di tipo pre-dreadnought della Royal Navy, costruita tra il 1898 e il 1901, capoclasse di una serie di 8 unità (suddivise in tre sottoclassi). Fu affondata il 1º gennaio 1915 nel corso della prima guerra mondiale. da un sommergibile tedesco.

## Descrizione
Il progetto delle corazzate della classe Formidable richiamava quello delle precedenti classi Majestic e Canopus. In particolare il disegno era un ampliamento delle Canopus, delle quali riproponeva lo stesso schema di corazzatura.
Come le Canopus, anche le Formidable erano protette da corazzature in acciaio Krupp KC che assicuravano maggior robustezza a parità di pesi. La cintura corazzata si estendeva per quasi tutta la lunghezza dello scafo e fino a 4,6 metri sotto la linea di galleggiamento e con uno spessore pari a 230 mm.
L'armamento principale era basato su due torri binate da 305 mm mentre quello secondario contava 12 torri singole con cannoni da 150 mm che potevano essere ricaricati in qualsiasi posizione di brandeggio.
La dotazione era completata da 16 cannoni da 76 mm e 6 cannoni da 47 mm, tutti in affusto singolo, 2 mitragliatrici Maxim e 4 tubi lanciasiluri da 450 mm.
L'impianto propulsivo era costituito da 20 caldaie che fornivano vapore a due motori abbinati a due assi. I gas di scarico erano convogliati su 2 fumaioli. Le Formidable potevano imbarcare fino a un massimo di 2200 tonnellate di carbone, anche se la riserva standard ammontava a 900 tonnellate.
Il profilo dello scafo era più efficiente rispetto alle corazzate precedenti, per cui le unità di questa classe avevano una velocità massima che superava i 18 nodi, al prezzo di una minore manovrabilità alle basse velocità.
L'equipaggio ammontava a 780 uomini che salivano a 810 quando l'unità batteva bandiera di nave ammiraglia.

## Storia
La classe Formidable fu realizzata in una prima serie di 3 unità: HMS Formidable, HMS Irresistible e HMS Implacable. A essa fece seguito un secondo lotto di 3 corazzate - HMS London, HMS Bulwark e HMS Venerable - che presentavano un alleggerimento della corazzatura sul ponte e quindi del dislocamento. Dopo questo lotto, talvolta indicato come classe London, furono costruite altre 2 corazzate - HMS Queen e HMS Prince of Wales - ulteriormente alleggerite grazie all'installazione aperta degli affusti da 76 mm. Anche quest'ultimo lotto viene talvolta indicato come classe a sé stante, la classe Queen.
Impostata nel 1898, la HMS Formidable fu completata nel 1901 ma entrò in squadra solo tre anni dopo, il 10 ottobre del 1904. L'unità fu basata a Portsmouth e assegnata inizialmente alla Flotta del Mediterraneo. Nel 1908 fece rientro in Inghilterra, assegnata alla Channel Fleet. Durante la prima guerra mondiale, il 1º gennaio 1915, la HMS Formidable si trovava in pattugliamento con altre unità al largo dell'Isola di Portland, dopo aver completato un'esercitazione, quando fu colpita a dritta - alle ore 02:20 - da un primo siluro lanciato dal sottomarino tedesco U-24. Un secondo ordigno colpì la nave, già inclinata di 20 gradi, circa 45 minuti dopo. Alle 04:45 la corazzata affondò con il suo capitano, Noel Loxley. Il numero delle perdite fu di 547 uomini, trascinati in fondo con la nave o scomparsi tra i flutti a causa delle avverse condizioni meteorologiche. La notizia della tragedia fu tenuta segreta fino alla fine della guerra.{